# Jean Laherrère
Jean Henri Laherrère (30 maggio 1931) è un ingegnere e geofisico francese.
Ingegnere petrolifero e consulente, meglio conosciuto come coautore con Colin Campbell di un articolo  pubblicato Scientific American del 1998 intitolato "La fine del petrolio a buon mercato" , che ha influenzato tutte le analisi previsionali sulle disponibilità presenti e future delle riserve petrolifere mondiali. Secondo le sue stime previsionali nel 2015 (con una forchetta  previsionale tra il 2010 e il 2020) si dovrebbe avere il picco della produzione petrolifera; il suo lavoro è basato sullo studio di 20000 giacimenti petroliferi distribuiti nel mondo  e ha contribuito a rendere nuovamente attuale e degna di approfondimenti la teoria di Hubbert sul picco omonimo, esposta nel 1957 e scarsamente considerata dopo il boom petrolifero susseguente alla crisi energetica del 1973, contribuendo allo sviluppo delle analisi.
Laherrère ha lavorato per 37 anni come geofisico con la Total SA, società petrolifera francese; la sua interpretazione di prospezioni di sismica a rifrazione ha contribuito alla scoperta del più grande giacimento di petrolio dell'Africa.
Dopo il suo ritiro dalla Total, Laherrère ha lavorato come consulente a livello mondiale sul futuro della esplorazione e produzione di petrolio e gas naturale. È un membro attivo della Associazione per lo studio del picco del petrolio e del gas, e continua a contribuire con analisi dettagliate e proiezioni per il futuro della produzione energetica mondiale.
Laherrère è un consigliere per l'Oil Depletion Analysis Centre.